# Guilford College
Guilford College es una universidad privada de artes liberales en Greensboro, Carolina del Norte.  Guilford tiene tanto estudiantes tradicionales como estudiantes que asisten a su Centro de Educación Continua (CCE). Fundada en 1837 por miembros de la Sociedad Religiosa de Amigos (Cuáqueros), los programas que ofrece Guilford incluyen especialidades como Estudios de Paz y Conflicto y Estudios de Justicia y Comunidad, ambos arraigados en la historia de la universidad como institución cuáquera. Su campus ha sido considerado Distrito Histórico Nacional por el Departamento del Interior de los Estados Unidos desde 1990. 

## Historia
Guilford College es la única universidad fundada por cuáqueros en el sureste de los Estados Unidos.  Inaugurada en 1837 como internado New Garden, la institución se convirtió en una universidad de artes liberales de cuatro años con su nombre actual, Guilford College, en 1888.  Levi Coffin, un conocido abolicionista, cuáquero y disidente político creció en la tierra, que ahora se considera un sitio histórico.  Los bosques de New Garden, que todavía existen hoy en el campus, se utilizaron como punto de encuentro para el ferrocarril subterráneo en el siglo XIX, dirigido por Coffin. 

### Desafíos del COVID-19
Jane Fernandes, que se desempeñó como presidenta desde 2014, decidió tomar licencia y despedir a sus colegas durante la pandemia de COVID-19 y anunció que dejaría el cargo el 30 de junio de 2020, seguido de un año sabático y la transición a un puesto docente permanente en inglés. Carol Moore fue nombrada presidenta interina y comenzó un proceso de "priorización de programas" que reduciría significativamente la cantidad de especialidades ofrecidas una vez aprobadas.  La universidad anunció en noviembre de 2020 que probablemente suspendería 19 de sus 42 especialidades y eliminaría a 16 profesores titulares.  En noviembre de 2020, como respuesta a este plan, la facultad votó una censura en el liderazgo de Moore y la Junta Directiva, el primer voto de censura en la historia de la universidad.  Posteriormente, Moore dejó la universidad y Jim Hood, un miembro de la facultad, fue seleccionado como nuevo presidente interino a fines de febrero de 2021. 
A principios de 2021, la universidad detuvo los planes de despidos de noviembre de 2020 y comenzó un importante esfuerzo de recaudación de fondos, posponiendo la cuestión del despido hasta después del semestre de primavera.  A finales de marzo de 2021, el plan de recaudación de fondos estaba ligeramente adelantado respecto de lo previsto.  El 1 de enero de 2022, Kyle Farmbry se convirtió en el décimo presidente de Guilford.  

## Atletismo
Los equipos atléticos de Guilford son los cuáqueros. La universidad es miembro en el nivel de la División III de la Asociación Nacional de Atletismo Universitario (NCAA), y compite principalmente como miembro de la Conferencia Atlética Old Dominion (ODAC) desde el año académico 1988–89.  Los cuáqueros compitieron anteriormente en la Conferencia Atlética Intercolegial de las Carolinas (CIAC, ahora Conferencia Carolinas) de la Asociación Nacional de Atletismo Intercolegial (NAIA) de 1930–31 a 1987–88.
Guilford compite en 20 deportes universitarios interuniversitarios: los deportes masculinos incluyen béisbol, baloncesto, campo a través, fútbol, golf, lacrosse, fútbol, tenis y atletismo; mientras que los deportes femeninos incluyen baloncesto, campo a través, lacrosse, rugby, fútbol, softbol, natación, tenis, atletismo, triatlón y voleibol.

### Logros
La escuela ha ganado cinco campeonatos nacionales, incluido el campeonato de baloncesto masculino NAIA en 1973, el título de tenis femenino NAIA de 1981 y los títulos de golf masculino de 1989 (NAIA), 2002 y 2005 (División III de la NCAA).

## Eventos en el campus
Serie Bryan. En la última década, la Serie Bryan  de Guilford ha atraído a muchos oradores notables al campus y a la ciudad para una serie anual de conferencias públicas. Entre los oradores anteriores se encuentran Desmond Tutu, Mijaíl Gorbachov, Colin Powell, Madeleine Albright, Bill Clinton, Tony Blair, Ken Burns, Mary Robinson, David McCullough, Toni Morrison y Venus Williams.
Festival de Música Oriental (EMF). Cada verano, la universidad organiza el Festival de Música Oriental (EMF), de cinco semanas de duración, donde músicos profesionales y estudiantes se reúnen para seminarios y presentaciones públicas. Cada año, EMF presenta más de 70 conciertos y eventos relacionados con la música dentro y fuera del campus.
Casualidad. El evento más grande del año en todo el campus es "Serendipity", que se lleva a cabo anualmente en la primavera. Comenzó en 1972 como reemplazo de las algo anticuadas festividades del Primero de Mayo y ha contado con juegos, actuaciones musicales y "caos generalizado". Durante su apogeo a finales de los 80 y principios de los 90, al festival de fin de semana asistieron estudiantes y exalumnos de Guilford y miles de estudiantes de otras instituciones locales en el área de Triad. Los actos musicales han incluido a Dave Matthews Band, Widespread Panic, Hootie & The Blowfish, Common, Talib Kweli, De La Soul, Luscious Jackson, The Violent Femmes, Man Man, The Village People y The Squirrel Nut Zippers.
¡¿QUÉ?! Estafa Este evento ha ocurrido anualmente desde 2001. Los principales invitados incluyen una gran cantidad de creadores de webcomic y bandas de wrock. El evento de 2018 atrajo a alrededor de 300 asistentes. La asistencia máxima ha sido de unas 500 personas.  La estafa más reciente se llevó a cabo el fin de semana del 15 de marzo de 2019. 

## Universidad temprana en Guilford
Early College at Guilford (ECG) está clasificada como la escuela secundaria público número uno del país, según US News & World Report. Tiene aproximadamente 200 estudiantes y está ubicada en Greensboro, Carolina del Norte. La escuela se inició en 2002 como una asociación entre Guilford College y las escuelas del condado de Guilford como la primera escuela secundaria con universidad temprana en Carolina del Norte, lo que permite a los estudiantes graduarse con un diploma de escuela secundaria y hasta dos años de crédito universitario de Guilford College.

## Facultad notable
- David Hammond, director y profesor de interpretación, fue profesor de estudios teatrales en Guilford.
- Mary Mendenhall Hobbs, esposa del presidente de Guilford, LL Hobbs, recaudó fondos para la educación de las mujeres.
- David Newton, un escultor estadounidense, trabajó en Guilford como profesor de arte.
- Adam Daniel Beittel fue ministro y expresidente del Tougaloo College.

## Exalumnos notables
- Mary Ann Akers: 1991, reportera de Roll Call
- William "Bill" Lindsay: 1906, jugador de beisbol profesional
- M. L. Carr: 1973, ABA/NBA player, head coach and executive
- Howard Coble: 1953, miembro de U.S. House of Representatives (6th District, N.C.)[16]
- Joseph M. Dixon: 1889, U.S. representative, senador y gobernador de Montana[17]
- Rick Elmore: 1974, judge, North Carolina Court of Appeals
- Rick Ferrell: 1928, Major League Baseball player and member of the Baseball Hall of Fame
- John Hamlin Folger: U.S. representative[18]
- World B. Free (formerly Lloyd Free): 1976, NBA player
- Griff Garrison: 2020, professional wrestler[19]
- Rick Goings: CEO of Tupperware
- Greg Jackson: 1974, NBA player
- Bob Kauffman: 1968, three-time NBA All-Star and NBA head coach/general manager
- Jennifer King: 2006, first full-time Black female coach in NFL history
- Penelope W. Kyle: 1969, president of Radford University
- Junior Lord: 1998, Arena Football player
- Warren Mitofsky: 1957, inventor of the exit poll
- Dave Odom: 1965, head men's basketball coach of East Carolina, Wake Forest & Univ. of South Carolina, now chairman of Maui Invitational Basketball Tournament EA Sports Maui Invitational
- Thomas Gilbert Pearson: 1897, Secretary and later President of the National Audubon Society[20]
- William Queen: 1981, author of New York Times bestseller Under and Alone
- Doc Searls: 1969, journalist, Cluetrain author
- Ernie Shore: 1913, professional baseball player and Guilford professor[21]
- D. H. Starbuck: circa 1840, North Carolina lawyer and political figure who served as United States Attorney for the entire state, and then for the Western District of North Carolina after the state was divided into two districts, delegate from Forsyth County to the state constitutional conventions of 1861 and 1865, and elected state superior court judge.
- Ben Strong, 2008, professional basketball player
- Sam Venuto: NFL running back for the 1952 Washington Redskins, long-time high school athletic director and football coach, member of the New Jersey Coaches Hall of Fame[22]
- Tony Womack: 1992, Major League Baseball player,[23] 2001 World Series Champion with the Arizona Diamondbacks
- Hunter Yurachek: 1990, athletic director at the University of Arkansas
- Tom Zachary: 1917, Major League Baseball player best known for pitching Babe Ruth's 60th home run